# L'Ange sauvage, carnets
L'Ange sauvage, carnets est une œuvre posthume de Cyril Collard parue en 1993 aux éditions Flammarion. Édité par les soins de son ami Claude Davy, ce journal intime servit d'ébauche à plusieurs de ses livres. Ce journal débute à Porto Rico durant l’été 1979 et se termine à Rome fin décembre 1992. Au travers de ces carnets, poèmes et textes rassemblés dans cet ouvrage, se découvre le portrait complexe de Cyril Collard, figure emblématique des années SIDA.

## Commentaires
Le journal relate le parcours de l’auteur à travers des lieux multiples (Porto Rico, Rhodes, Trouville, Paris, Sousse, Medhia, Malte, Cortoforte), de rencontres et d’expériences extrêmes. À la recherche de lui-même, en quête de spiritualité, l’auteur s’interroge aussi sur les sources de l’inspiration et la difficulté de la création artistique. Sexualité, amour, douleur sont omniprésents dans le texte. Quelques pages clairsemées dans le texte évoquent les blessures dues à la maladie et rappellent que la course contre la mort a commencé.